# Austrocnemis
Austrocnemis is een geslacht van libellen (Odonata) uit de familie van de waterjuffers (Coenagrionidae).

## Soorten
Austrocnemis omvat 3 soorten:
- Austrocnemis maccullochi (Tillyard, 1926)
- Austrocnemis obscura Theischinger & Watson, 1991
- Austrocnemis splendida (Martin, 1901)